# Ford Tourneo

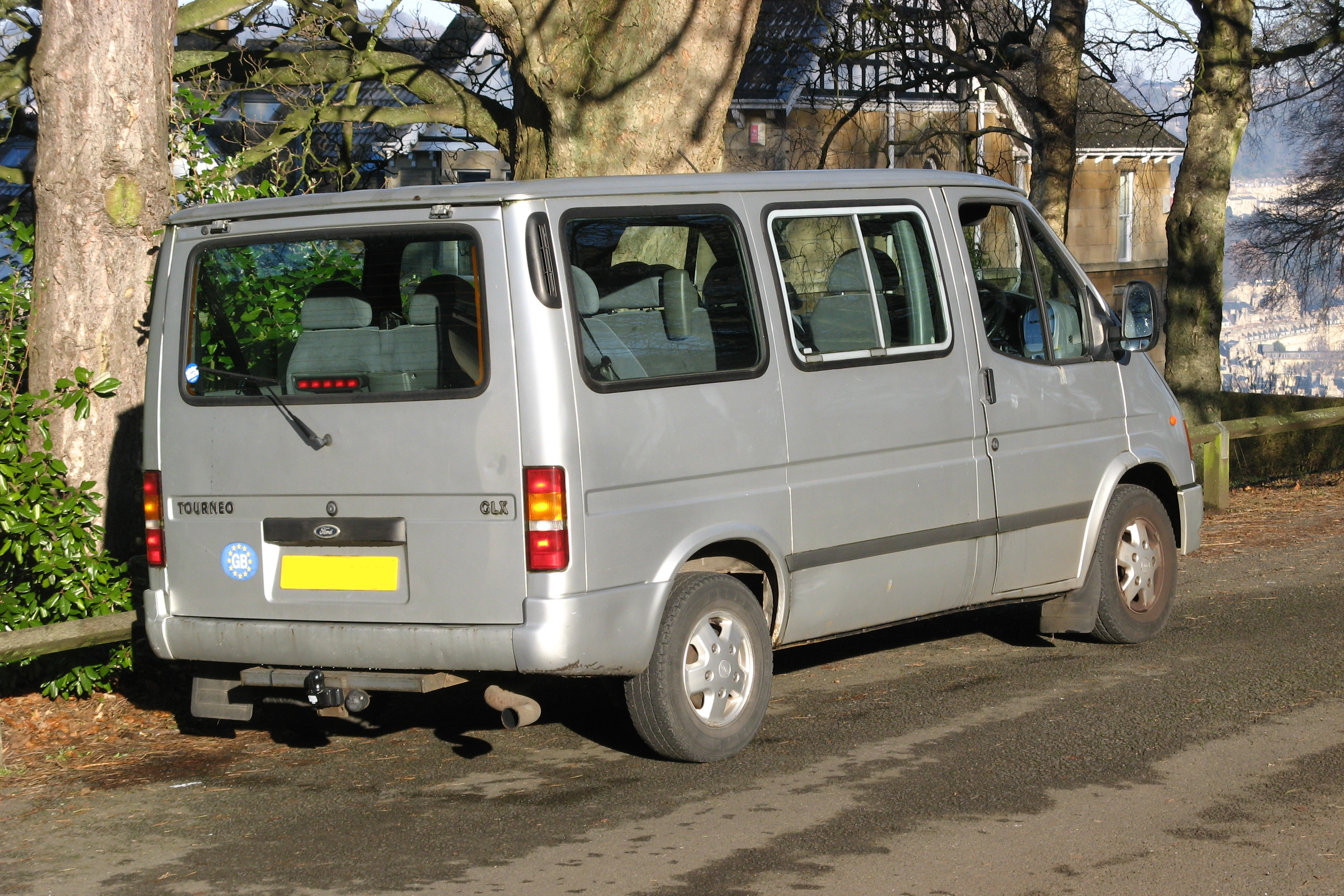
Ford Tourneo (вид сзади)

Ford Tourneo — серия минивэнов, выпускаемых компанией Ford Motor Company с 1991 по 2013 год. Базовой моделью для Ford Tourneo стала Ford Transit.

## Первое поколение (1991—2000)
Автомобиль Ford Tourneo первого поколения впервые был представлен в 1991 году. Он произведён на базе агрегатов Ford Transit VE6. Колёсные диски автомобиля «звездатые». Также автомобиль отличается моторной гаммой: вместо двигателей от Ford Transit автомобиль оснащался двигателями собственного производства.

## Второе поколение (2000—2006)
Следующий Tourneo начал выпускаться в июле 2000 года, имел первый по счёту полностью новый дизайн. Его черты фирменного стиля, как у Ford Transit V184 (задний привод) или V185 (передний привод).
Два года спустя Ford начал выпускать Tourneo Connect — меньший цельнометаллический фургон на базе агрегатов Ford Transit Connect. Несмотря на то, что он изготавливается бок о бок с более крупным фургоном в сборочном заводе нового назначения в Турции, Connect с технической точки зрения имеет мало общего с Tourneo.

## Третье поколение (2006—2013)
В августе 2006 года Tourneo получил рестайлинг кузова, в частности, новую переднюю и заднюю светотехнику, новую переднюю часть и новый интерьер, включающий рычаг переключения передач на приборной панели, а также радиоприёмник нового дизайна. В 2013 году автомобиль был вытеснен с конвейера моделью Ford Tourneo Custom.